# Inezia (állatnem)
Az Inezia a madarak (Aves) osztályának verébalakúak (Passeriformes) rendjébe és a királygébicsfélék (Tyrannidae) családjába tartozó nem.

## Rendszerezésük
A nemet George Kruck Cherrie amerikai zoológus és ornitológus írta le 1909-ben, az alábbi fajok tartoznak ide:
- Inezia caudata
- Inezia subflava
- Inezia tenuirostris
- Inezia inornata

## Előfordulásuk
Dél-Amerika területén honosak.

## Megjelenésük
Testhosszuk 9-12 centiméter közötti.